# Thyra di Danimarca (1880-1945)
Thyra di Danimarca (nome completo in danese Thyra Louise Caroline Amalie Augusta Elisabeth; Copenaghen, 14 marzo 1880 – Copenaghen, 2 novembre 1945) è stata una principessa danese.

## Biografia

### Nascita
La principessa Thyra nacque nel 1880 nel Palazzo di Brockdorff (oggi di Federico VIII) ad Amalienborg, come sesta figlia del re Federico VIII e della regina Luisa di Svezia. I suoi nonni paterni erano Cristiano IX e Luisa d'Assia-Kassel; quelli materni Carlo XV e Luisa dei Paesi Bassi. Prendeva il nome dalla zia paterna.

### Gioventù
Le venne impartita una rigorosa educazione ed era capace di parlare in più lingue.

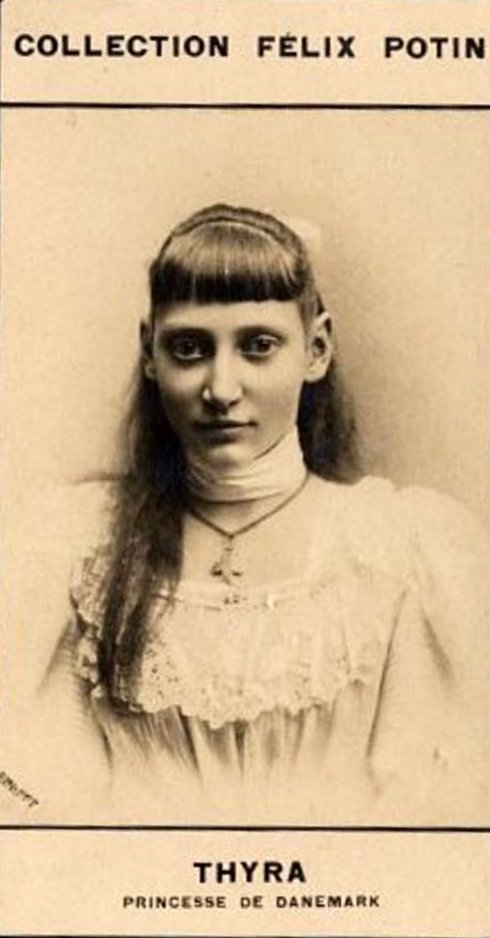
La principessa Thyra nel 1900 circa

All'età di 21 anni si innamorò del chirurgo del nonno Cristiano IX, Niels C. Ilsøe. La notizia portò all'immediato licenziamento del dottore, che si trasferì nella parte occidentale dello Jutland in veste di medico generale. Entrambi rimasero celibi  per il resto della vita, portando a pensare che il loro rapporto fosse stato di grande importanza.

### Ultimi anni

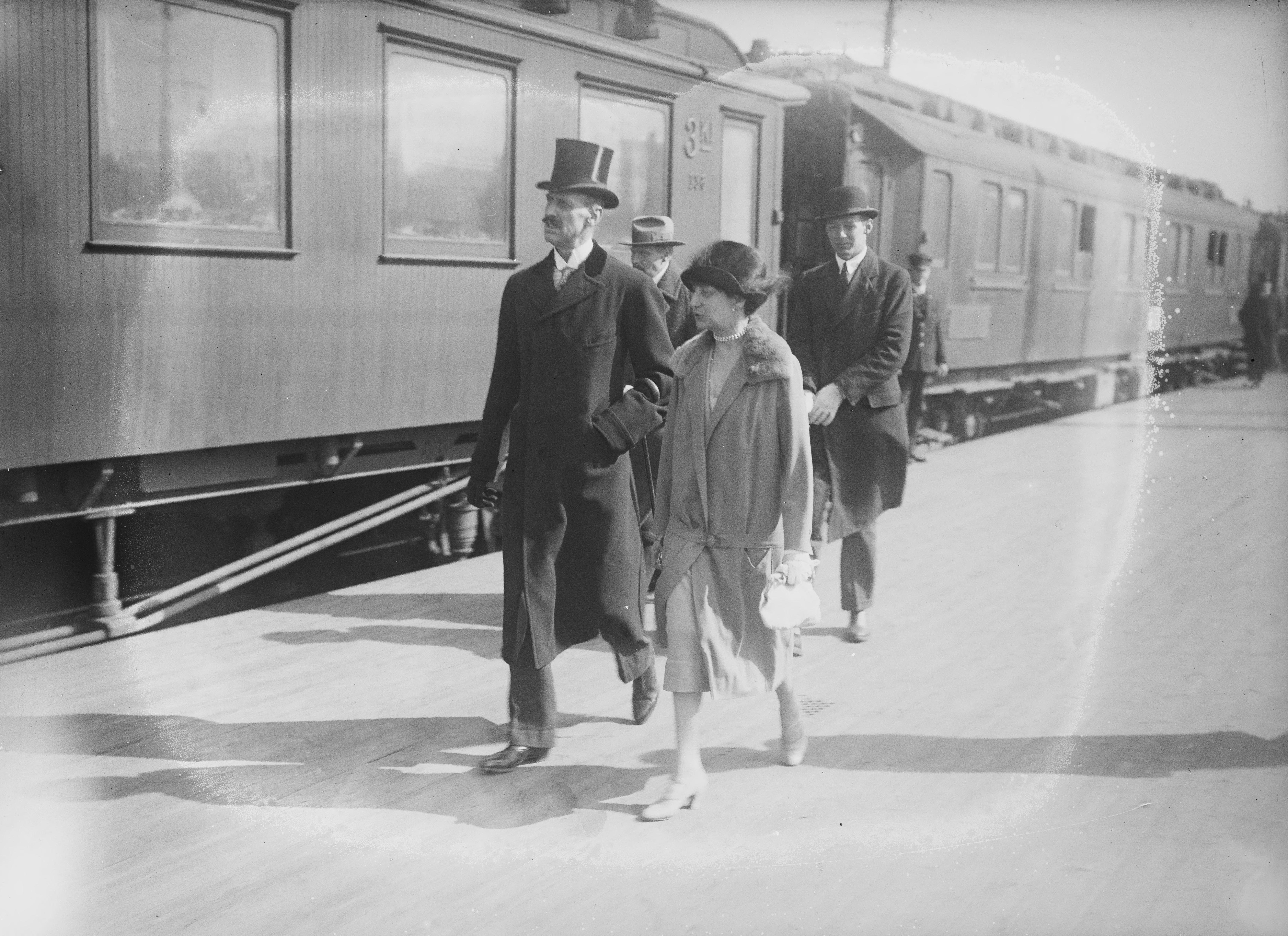
Thyra con il fratello Haakon VII, Biblioteca nazionale norvegese

Visse la maggior parte della sua vita con riservatezza, accanto al fratello Gustavo con il quale visitava di frequente il fratello Haakon VII di Norvegia. Morì nel 1945 a 65 anni, nel suo domicilio in strada Amaliegade, a Copenaghen.

## Titoli e trattamento
- 14 marzo 1880 - 2 novembre 1945: Sua Altezza Reale, la principessa Thyra di Danimarca

## Ascendenza
|                            |                   |                                | Genitori                               |  |  | Nonni |  |  | Bisnonni                                                       |  |  | Trisnonni                                            |  |
|                            |                   |                                |                                        |  |  |       |  |  | Federico Guglielmo di Schleswig-Holstein-Sonderburg-Glücksburg |  |  | Federico Carlo di Schleswig-Holstein-Sonderburg-Beck |  |
|                            |                   |                                |                                        |  |  |       |  |  | Federico Guglielmo di Schleswig-Holstein-Sonderburg-Glücksburg |  |  | Federico Carlo di Schleswig-Holstein-Sonderburg-Beck |  |
|                            |                   | Federica di Schlieben          |                                        |  |  |       |  |  | Federico Guglielmo di Schleswig-Holstein-Sonderburg-Glücksburg |  |  |                                                      |  |
| Cristiano IX di Danimarca  |                   |                                |                                        |  |  |       |  |  | Federico Guglielmo di Schleswig-Holstein-Sonderburg-Glücksburg |  |  |                                                      |  |
|                            |                   | Luisa Carolina d'Assia-Kassel  | Carlo d'Assia-Kassel                   |  |  |       |  |  |                                                                |  |  |                                                      |  |
|                            |                   | Luisa Carolina d'Assia-Kassel  | Carlo d'Assia-Kassel                   |  |  |       |  |  |                                                                |  |  |                                                      |  |
|                            |                   | Luisa Carolina d'Assia-Kassel  | Luisa di Danimarca                     |  |  |       |  |  |                                                                |  |  |                                                      |  |
| Federico VIII di Danimarca |                   | Luisa Carolina d'Assia-Kassel  |                                        |  |  |       |  |  |                                                                |  |  |                                                      |  |
|                            |                   | Guglielmo d'Assia-Kassel       | Federico d'Assia-Kassel                |  |  |       |  |  |                                                                |  |  |                                                      |  |
|                            |                   | Guglielmo d'Assia-Kassel       | Federico d'Assia-Kassel                |  |  |       |  |  |                                                                |  |  |                                                      |  |
|                            |                   | Guglielmo d'Assia-Kassel       | Carolina di Nassau-Usingen             |  |  |       |  |  |                                                                |  |  |                                                      |  |
| Luisa d'Assia-Kassel       |                   | Guglielmo d'Assia-Kassel       |                                        |  |  |       |  |  |                                                                |  |  |                                                      |  |
|                            |                   | Luisa Carlotta di Danimarca    | Federico di Danimarca                  |  |  |       |  |  |                                                                |  |  |                                                      |  |
|                            |                   | Luisa Carlotta di Danimarca    | Federico di Danimarca                  |  |  |       |  |  |                                                                |  |  |                                                      |  |
|                            |                   | Luisa Carlotta di Danimarca    | Sofia Federica di Meclemburgo-Schwerin |  |  |       |  |  |                                                                |  |  |                                                      |  |
| Thyra di Danimarca         |                   | Luisa Carlotta di Danimarca    |                                        |  |  |       |  |  |                                                                |  |  |                                                      |  |
|                            | Oscar I di Svezia | Jean-Baptiste Jules Bernadotte |                                        |  |  |       |  |  |                                                                |  |  |                                                      |  |
|                            | Oscar I di Svezia | Jean-Baptiste Jules Bernadotte |                                        |  |  |       |  |  |                                                                |  |  |                                                      |  |
|                            | Oscar I di Svezia | Désirée Clary                  |                                        |  |  |       |  |  |                                                                |  |  |                                                      |  |
| Carlo XV di Svezia         | Oscar I di Svezia |                                |                                        |  |  |       |  |  |                                                                |  |  |                                                      |  |
|                            |                   | Giuseppina di Leuchtenberg     | Eugenio di Beauharnais                 |  |  |       |  |  |                                                                |  |  |                                                      |  |
|                            |                   | Giuseppina di Leuchtenberg     | Eugenio di Beauharnais                 |  |  |       |  |  |                                                                |  |  |                                                      |  |
|                            |                   | Giuseppina di Leuchtenberg     | Augusta di Baviera                     |  |  |       |  |  |                                                                |  |  |                                                      |  |
| Luisa di Svezia            |                   | Giuseppina di Leuchtenberg     |                                        |  |  |       |  |  |                                                                |  |  |                                                      |  |
|                            |                   | Federico d'Orange-Nassau       | Guglielmo I dei Paesi Bassi            |  |  |       |  |  |                                                                |  |  |                                                      |  |
|                            |                   | Federico d'Orange-Nassau       | Guglielmo I dei Paesi Bassi            |  |  |       |  |  |                                                                |  |  |                                                      |  |
|                            |                   | Federico d'Orange-Nassau       | Guglielmina di Prussia                 |  |  |       |  |  |                                                                |  |  |                                                      |  |
| Luisa dei Paesi Bassi      |                   | Federico d'Orange-Nassau       |                                        |  |  |       |  |  |                                                                |  |  |                                                      |  |
|                            |                   | Luisa di Prussia               | Federico Guglielmo III di Prussia      |  |  |       |  |  |                                                                |  |  |                                                      |  |
|                            |                   | Luisa di Prussia               | Federico Guglielmo III di Prussia      |  |  |       |  |  |                                                                |  |  |                                                      |  |
|                            |                   | Luisa di Prussia               | Luisa di Meclemburgo-Strelitz          |  |  |       |  |  |                                                                |  |  |                                                      |  |
|                            |                   | Luisa di Prussia               |                                        |  |  |       |  |  |                                                                |  |  |                                                      |  |